# Coco Pops
I Coco Pops sono una linea di cereali per la prima colazione, a base di riso soffiato aromatizzato al cacao, prodotti dalla Kellogg Company e commercializzati dal 1958.

## Promozione

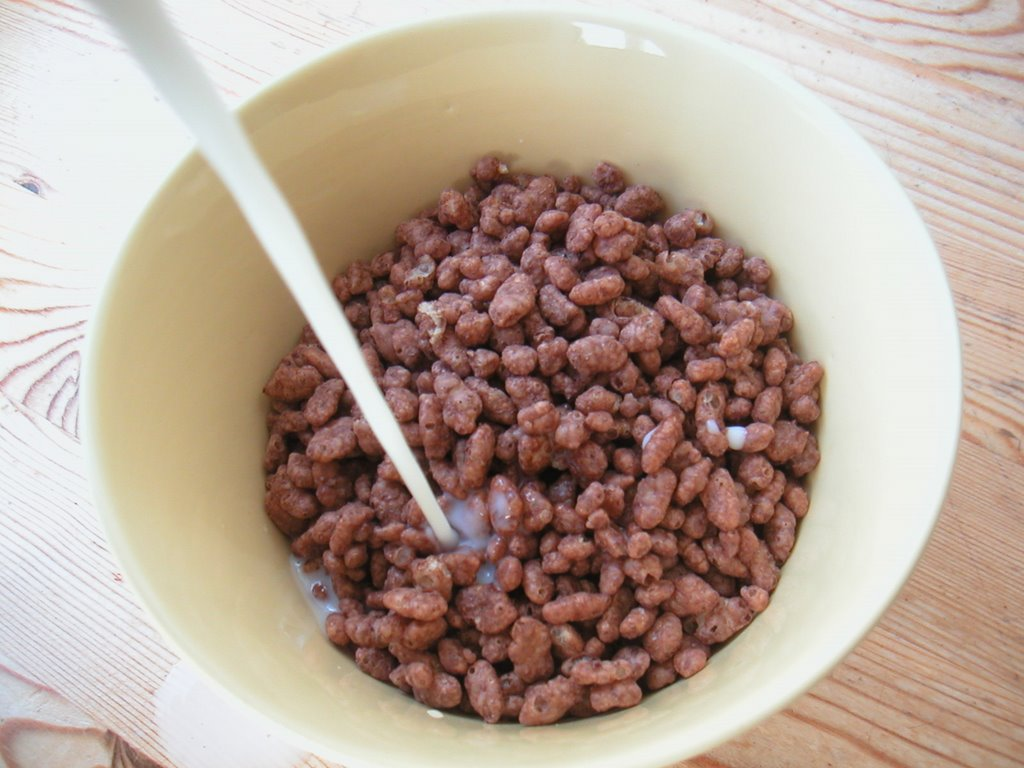
Una tazza di Coco Pops.

Prima Mascotte dei Coco Pops nel 1958 è stata la scimmia Jose, sostituita l'anno seguente dall'elefante Coco. Dal 1963 prese il suo posto Svicolone, celebre personaggio creato da Hanna-Barbera. Seguirono Ogg the Caveman nel 1968 e Tusk l'elefante dal 1971 al 1981. Snap, Crackle e Pop, i tre folletti mascotte dei Rice Krispies, presero il posto di Tusk sino al 1990 e infine fu realizzato il personaggio della scimmia Coco, attuale mascotte del prodotto. In realtà in Europa la scimmia Coco era la mascotte ufficiale già dal 1986, a cui nei brevi cartoni animati utilizzati per promuovere il prodotto in televisione furono affiancati Shortie la giraffa, Randy il rinoceronte, Alan l'oritteropo, Heftie l'ippopotamo, Fanny il fenicottero, Osmelda lo struzzo, e Kylie il canguro, mentre Crafty il coccodrillo ed i gorilla sono i loro nemici.

## Nomi in altre parti del mondo
I cereali sono conosciuti col nome di Choco Krispis in Portogallo, Messico, Repubblica Dominicana, El Salvador, Costa Rica, Honduras, Guatemala, Panama, Colombia, Venezuela, Ecuador, Perù, Bolivia, Brasile, Cile, Paraguay, Uruguay ed Argentina. Il nome Choco Krispies è invece adottato in Spagna, Germania, Austria e Svizzera (per un breve periodo di tempo lo è stato anche in Italia, prima di ripristinare il nome originale). Nel Regno Unito, in cui il prodotto fu introdotto nel 1961 fu utilizzato il nome Coco Pops, e così è conosciuto anche in: Ungheria, Danimarca, Bulgaria, Ghana, Malta, Nuova Zelanda, Irlanda, Finlandia, Italia, Grecia, Svezia, Israele, Francia, Belgio, Paesi Bassi, Sudafrica, Kenya, Uganda, Botswana, Hong Kong, Libano, Australia, Sri Lanka e Corea.
Per un breve periodo si sono chiamati Frosties e Tony ha sostituito tutte le mascottes dei cereali.

## Varianti
In Italia vengono prodotte le seguenti varianti ai classici Coco Pops:
- Coco Pops Palline (una volta Chombos)
- Coco Pops Barchette (una volta Chocos)
- Coco Pops RisoCiok (poi Choco Krispies)
- Coco Pops 2Choc
- Coco Pops Cannucce
- Coco Pops Snack (barrette)